# Jüdisches Museum Gailingen
Das Jüdische Museum Gailingen in Gailingen am Hochrhein, einer Gemeinde im Landkreis Konstanz in Baden-Württemberg, befindet sich im ersten Stock des Bürgerhauses, des ehemaligen jüdischen Schul- und Gemeindehauses, das von 1845 bis 1847 gegenüber der beim Novemberpogrom 1938 zerstörten Synagoge erbaut wurde.
Träger des Museums, das sich in der Ramsener Straße 12 befindet, ist der Verein für jüdische Geschichte Gailingen e. V.
Das Jüdische Museum Gailingen dokumentiert die jüdische Geschichte in Gailingen und am Hochrhein, berücksichtigt in kleinerem Rahmen aber auch die jüdischen Landgemeinden Randegg, Wangen und Worblingen.
Ergänzt wird das Museum durch das erhalten gebliebene Ritualbad (Mikwe) im Untergeschoss des Gebäudes und den neu gestalteten Leopold-Hirsch-Guggenheim-Saal, in dem Kultgegenstände und das Mobiliar des Gebetsraums der jüdischen Gemeinde Kreuzlingen ausgestellt werden.